# Alexandru Munteanu (Fußballspieler)
Alexandru „Alex“ Munteanu (* 31. Oktober 1987 in Mediaș) ist ein rumänischer Fußballspieler.

## Karriere
Munteanu begann mit dem Fußballspielen im Alter von elf Jahren bei Gaz Metan Mediaș in seiner Heimatstadt. Nachdem er alle Jugendmannschaften durchlaufen hatte, kam er im Jahr 2005 erstmals in den Kader der ersten Mannschaft, die seinerzeit in der Divizia B spielte. Nach fünf Einsätzen in der Saison 2005/06 musste er drei Jahre warten, ehe er wieder Berücksichtigung fand. Am 12. August 2009 kam er gegen den FC Vaslui zu seinem ersten Spiel in der Liga 1. Munteanu wurde schnell zur Stammkraft im Mittelfeld. Die Spielzeit 2010/11 konnte er mit seiner Mannschaft auf dem siebenten Platz beenden und erreichte so die Qualifikation zur Europa League. In den folgenden Jahren kämpfte er mit seinem Klub stets um den Klassenverbleib. In der Saison 2012/13 verpasste Munteanu den Großteil der Spiele und kam erst in der Endphase zu sechs Einsätzen. Im Jahr 2014 wurde Munteanus Vertrag nicht verlängert und er war ein halbes Jahr ohne Engagement, ehe er erneut bei Gaz Metan anheuerte. Nach der Spielzeit 2014/15 musste er mit seiner Mannschaft absteigen, blieb dem Klub aber erhalten und schaffte den sofortigen Wiederaufstieg. Die Saison 2016/17 schaffte er mit Gaz Metan den Klassenverbleib.
Im Sommer 2017 verließ Munteanu seinen Stammverein und schloss sich Ligakonkurrent ACS Poli Timișoara an.

## Erfolge
- Qualifikation zur Europa League: 2011
- Aufstieg in die Liga 1: 2016